# Biskupin (powiat Żniński)
Biskupin is een dorp in de Poolse woiwodschap Koejavië-Pommeren. De plaats maakt deel uit van de gemeente Gąsawa en telt 320 inwoners.
Nabij dit dorp bevindt zich de gelijknamige nederzetting uit de IJzertijd. Omdat de houten overblijfselen in de moerasbodem perfect bewaard bleven wordt dit wel het Poolse Pompeï genoemd. De site werd in 1933 ontdekt. De opgravingen duurden tot 1974.
De nederzetting werd rond 700 v.Chr. gebouwd en behoorde tot de Lausitzcultuur. Oorspronkelijk werd het fort als Vroeg-Slavisch beschouwd. Naar huidige inzichten kwamen de Slaven pas in de 7e eeuw AD, dus ruim een millennium later, met de Praag-Kortsjakcultuur in het gebied. Er woonden ongeveer 1000 mensen. Een deel van het fort is gereconstrueerd. Op de site is er ook een archeologisch museum en een dierenpark.

## Verkeer en vervoer
- Station Biskupin Wykopaliska